# 出せない手紙
「出せない手紙」（だせないてがみ）は、V6の20枚目のシングル。2001年8月29日にavex traxから発売された。

## 解説
グループ10作目のオリコンシングルチャート1位を獲得。シングルでの1位獲得は「Believe Your Smile」以来2年5ヶ月、8作ぶり。
ジャケットには珍しくメンバーが映っていない。初回盤のみ歌詞カードが特殊紙となっている。

## 収録曲
1. 出せない手紙 [4:41]
作詞：セキヤヒサシ
作曲・編曲：PIPELINE PROJECT
  - 三宅健主演 TBS系ドラマ『ネバーランド』主題歌

作詞を担当した「セキヤヒサシ」は、『ネバーランド』原作者の恩田陸である[1]。
2. 風をうけて 〜Keep U goin’〜 [5:03]
作詞：阿閉真琴
作曲：都志見隆
編曲：重実徹
  - 三宅健主演 TBS系ドラマ『ネバーランド』挿入歌
3. 出せない手紙（orchestra version）
  - 表題曲のオーケストラバージョン
4. 出せない手紙（カラオケ）
5. 風を受けて ～Keep U goin’〜（カラオケ）

## 収録アルバム
- 『seVen』（#1）
- 『Very best II』（#1）
- 『SUPER Very best』（#1）